# Apristurus australis
Apristurus australis  (лат.) — один из видов рода чёрных кошачьих акул (Apristurus), семейство кошачьих акул (Scyliorhinidae).

## Ареал
Это глубоководный вид, обитающий у берегов Австралии (Новый Южный Уэльс, Квинсленд, Виктория, южное и западное побережье) на глубине 486—1035 м.

## Описание
У этой акулы приплюснутое рыло, верхняя губная борозда длиннее нижней. основание первого спинного плавника расположено над брюшными плавниками. Во рту 50—64 и 48—68 зубных рядов на верхней и нижней челюсти, соответственно. Зубы имеют по 5 выступов. Окраска заспиртованных образцов коричневая или серая, иногда желтоватая, дорсальная поверхность тела немного темнее вентральной.

## Биология
Размножается, откладывая яйца, заключённые в твёрдую капсулу. Нити на переднем и заднем концах капсулы отсутствуют, задний конец сужен.

## Взаимодействие с человеком
Изредка попадает в качестве прилова в глубоководные сети. Данных для оценки состояния сохранности вида недостаточно.